# Edin Mujčin
Edin Mujčin (Bosanski Brod, 14 januari 1970) is een voormalig Bosnisch voetballer.

## Carrière
Edin Mujčin speelde tussen 1994 en 2009 voor Marsonia Slavonski Brod, Dinamo Zagreb, JEF United Ichihara, Kamen Ingrad, Lokomotiva Zagreb en Lučko.

## Bosnisch voetbalelftal
Edin Mujčin debuteerde in 1997 in het Bosnisch nationaal elftal en speelde 24 interlands, waarin hij 1 keer scoorde.